# 25573 Wanghaoyu
25573 Wanghaoyu è un asteroide della fascia principale. Scoperto nel 1999, presenta un'orbita caratterizzata da un semiasse maggiore pari a 2,5680446 UA e da un'eccentricità di 0,1300550, inclinata di 9,76654° rispetto all'eclittica.